# Chris Porter (calciatore 1983)
Christopher John Porter (Wigan, 12 dicembre 1983) è un ex calciatore inglese, di ruolo attaccante.

## Carriera
Ha giocato nella prima divisione scozzese e nella seconda divisione inglese.